# Griechisch-osttimoresische Beziehungen
Die Griechisch-osttimoresische Beziehungen beschreiben das zwischenstaatliche Verhältnis von Griechenland und Osttimor.

## Geschichte
Mit der Greek Support Group for East Timor gab es in Griechenland eine Nichtregierungsorganisation, die sich für die Unabhängigkeit Osttimors von Indonesien einsetzte.
Osttimor und Griechenland nahmen am 4. April 2003 diplomatische Beziehungen auf.

## Diplomatie

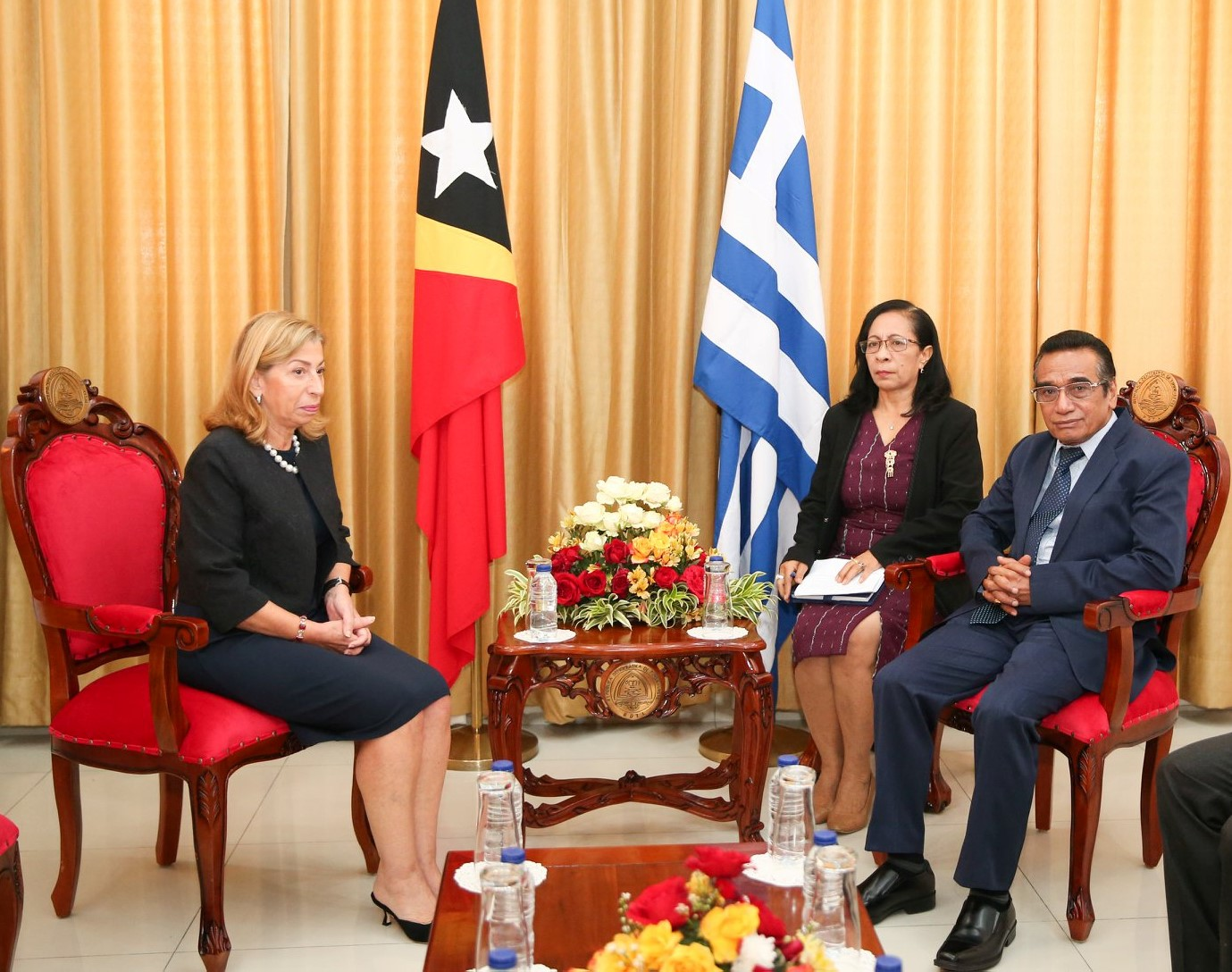
Griechenlands Botschafterin Konstantina Koliou zu Gast bei Osttimors Präsidenten Francisco Guterres

Osttimor unterhält keine diplomatische Vertretung in Griechenland. Zuständig ist der osttimoresische Botschafter in Brüssel.
Griechenland verfügt über keine diplomatische Vertretung in Osttimor. Zuständig ist die Botschaft in Singapur.

## Wirtschaft
Für 2018 gibt das Statistische Amt Osttimors keine Handelsbeziehungen zwischen Osttimor und Griechenland an.

## Einreisebestimmungen
Staatsbürger Osttimors sind von der Visapflicht für die Schengenstaaten befreit. Auch griechische Staatsbürger genießen Visafreiheit in Osttimor.